# Harry Sweeny
Harry Sweeny (Warwick, Queensland, 9 de junho de 1998) é um ciclista australiano que compete com a equipa Lotto Dstny.

## Biografia
Em 2019 uniu-se à equipa continental irlandesa EvoPro Racing. Em maio ganhou a etapa rainha do Ródano-Alpes Isère Tour, seu primeiro sucesso desde a categoria junior.
Para a temporada de 2020 assinou com a equipa Lotto-Soudal U23. Na temporada de 2021 passou à equipa profissional da formação belga.

## Palmarés
- 2019
  - 1 etapa do Rhône-Alpes Isère Tour

- 2020
  - Piccolo Giro de Lombardia

## Resultados em Grandes Voltas e Campeonatos do Mundo
| Corrida            | Corrida            | 2017 | 2018 | 2019 | 2020 | 2021 | 2022 |
| ------------------ | ------------------ | ---- | ---- | ---- | ---- | ---- | ---- |
|                    | Giro d'Italia      | —    | —    | —    | —    | —    | —    |
|                    | Tour de France     | —    | —    | —    | —    | 85.º | —    |
|                    | Volta a Espanha    | —    | —    | —    | —    | —    | Ab.  |
| Mundial em Estrada | Mundial em Estrada | —    | —    | —    | —    | Ab.  | —    |

—: não participa
Ab.: abandono

## Equipas
- Mitchelton (2017-2018)
  - Mitchelton Scott (2017)
  - Mitchelton-BikeExchange (2018)
- EvoPro Racing (2019)
- Lotto Soudal U23 (2020)
- Lotto (2021-)
  - Lotto Soudal (2021-2022)
  - Lotto Dstny (2023-)